# Triepeolus lectiformis
Triepeolus lectiformis är en biart som först beskrevs av Cockerell 1925.  Triepeolus lectiformis ingår i släktet Triepeolus och familjen långtungebin. Inga underarter finns listade i Catalogue of Life.